# Kereskényi János
Alsó- és felsőkereskényi Kereskényi János (Érsekújvár, 1640 – Érsekújvár,  1710) érsekújvári fővajda és városbíró.

## Családja
1640-ben született Érsekújvárban. A Kereskényi család Nyitra vármegye egyik legősibb nemesi családja, amely már a XIII. században is jelentős birtokokkal rendelkezett. Édesapja Kereskényi Ferenc, a lévai vár várnagya, édesanyja péli Nagy Anna volt. Apját 1671-ben a császáriak Pozsonyban fogságba vetették – dacára annak, hogy követségben járt a nádornál –, ahol meg is halt. Apjától jelentős birtokokat örökölt Bars, Hont, Komárom és Nyitra vármegyében. Neje volt a szintén ősi nyitrai nemesi családból származó cabaji Czabay Ilona, Czabay Andrásnak, a nyitrai vár lovasparancsnokának és rohodi Rohody Zsuzsannának a leánya.

## Élete
Nagyszombatban végezte iskoláit, majd hazatért Érsekújvárra, ahol 1680-ban már városi bíró volt, és a helyi vár fővajdája. Jelentős szerepet játszott a város közéletében. Ismert volt Habsburg-ellenes nézeteiről, de közben jelentős birtokokkal gyarapította örökségét. Így 1700-ban a hűtlenség vádja alá esett nyáregyházi Nyáry Gáspár elkobzott Hont vármegyei birtokait kapta adományba, majd még ebben az évben péli Nagy András unokatestvére ruházta át rá Bars vármegyei birtokait, adósság fejében.

## Szerepe aRákóczi-szabadságharcalatt
Amikor 1703 végén a kurucok Bercsényi Miklós gróf vezetése alatt Érsekújvárt ostrom alá vették, az elsők között állt át. Kiszökött a várból Nyitrára Bercsényihez, aki előtt le is tette a hódolati esküt és kinevezték a nyitrai vár várnagyává. Itt részletes jelentést tett Érsekújvár állapotáról és az ostrom várható esélyeiről. Ezt követően Bercsényi visszarendelte őt az Érsekújvárt ostromló sereghez. Jelentős szerepe volt a vár kuruc kézre vételében. Szörényi Ferenc kapitánnyal ketten vezették kuruc részről a tárgyalásokat. A tárgyalások alkalmával titokban átállásra buzdította az őrség magyar katonáit. A vár átadása után újból érsekújvári fővajda és a vár gyalogságának a parancsnoka lett. Idős korára tekintettel nem alkalmazták a tábori seregnél, hanem haláláig Érsekújvárban és Nyitrán teljesített szolgálatot és a fővezér belső köreihez tartozott. 1706-ban érdemei elismeréseként Rákóczi Ferenc fejedelemtől birtokadományt kapott Komárom vármegyében több falura. A visszaemlékezések szerint sok energiát és pénzt áldozott Érsekújvár megerősítésére. Nem érte meg a szabadságharc végét, Érsekújvárban halt meg, 1710-ben.